# Гартфорд (Арканзас)
Гартфорд (англ. Hartford) — місто (англ. city) в США, в окрузі Себастьян штату Арканзас. Населення — 499 осіб (2020).
Місто Гартфорд, коли воно було засноване, мало назву Гвінн. Гартфорд було інкорпороване 28 лютого 1900.

## Географія
Гартфорд розташований на висоті 199 метрів над рівнем моря за координатами 35°1′24″ пн. ш. 94°22′46″ зх. д. / 35.02333° пн. ш. 94.37944° зх. д. (35.023433, -94.379406).  За даними Бюро перепису населення США в 2010 році місто мало площу 4,66 км², з яких 4,64 км² — суходіл та 0,02 км² — водойми. В 2017 році площа становила 4,90 км², з яких 4,88 км² — суходіл та 0,02 км² — водойми.

## Демографія
Згідно з переписом 2010 року, у місті мешкали 642 особи в 254 домогосподарствах у складі 174 родин. Густота населення становила 138 осіб/км².  Було 310 помешкань (67/км²). 
Расовий склад населення:
| - 94,2 % — білих - 2,8 % — корінних американців - 0,9 % — азіатів - 0,6 % — чорних або афроамериканців |

До двох чи більше рас належало 1,2 %. Іспаномовні складали 0,5 % від усіх жителів.
За віковим діапазоном населення розподілялося таким чином: 24,6 % — особи молодші 18 років, 59,0 % — особи у віці 18—64 років, 16,4 % — особи у віці 65 років та старші. Медіана віку мешканця становила 41,1 року. На 100 осіб жіночої статі у місті припадало 100,6 чоловіків;  на 100 жінок у віці від 18 років та старших — 93,6 чоловіків також старших 18 років.
Середній дохід на одне домашнє господарство  становив 36 486 доларів США (медіана — 28 646), а середній дохід на одну сім'ю — 47 592 долари (медіана — 42 500). За межею бідності перебувало 32,9 % осіб, у тому числі 45,7 % дітей у віці до 18 років та 17,8 % осіб у віці 65 років та старших.
Цивільне працевлаштоване населення становило 134 особи. Основні галузі зайнятості: освіта, охорона здоров'я та соціальна допомога — 38,8 %, виробництво — 15,7 %, сільське господарство, лісництво, риболовля — 9,0 %, публічна адміністрація — 8,2 %.
За даними перепису населення 2000 року в Гартфорді проживало 772 особи, 217 сімей, налічувалося 299 домашніх господарств і 346 житлових будинків. Середня густота населення становила близько 164,3 людини на один квадратний кілометр. Расовий склад Гартфорда за даними перепису розподілився таким чином: 93,52 % білих, 1,17 % — корінних американців, 0,13 % — азіатів, 3,63 % — представників змішаних рас, 1,55 % — інших народів. Іспаномовні склали 2,46 % від усіх жителів міста.
З 299 домашніх господарств в 30,1 % — виховували дітей віком до 18 років, 56,2 % представляли собою подружні пари, які спільно проживали, в 11,4 % сімей жінки проживали без чоловіків, 27,4 % не мали сімей. 24,1 % від загального числа сімей на момент перепису жили самостійно, при цьому 13 % склали самотні літні люди у віці 65 років та старше. Середній розмір домашнього господарства склав 2,58 особи, а середній розмір родини — 3,05 особи.
Населення міста за віковою діапазону за даними перепису 2000 року розподілилося таким чином: 26,4 % — жителі молодше 18 років, 7,1 % — між 18 і 24 роками, 27,3 % — від 25 до 44 років, 21,6 % — від 45 до 64 років і 17,5 % — у віці 65 років та старше. Середній вік мешканця склав 38 років. На кожні 100 жінок в Гартфорді припадало 93,5 чоловіків, у віці від 18 років та старше — 90 чоловіків також старше 18 років.
Середній дохід на одне домашнє господарство в місті склав 22 500 доларів США, а середній дохід на одну сім'ю — 27 321 долар. При цьому чоловіки мали середній дохід в 28 250 доларів США на рік проти 22 813 доларів середньорічного доходу у жінок. Дохід на душу населення в місті склав 10 845 доларів на рік. 19,2 % від усього числа сімей в окрузі і 25,9 % від усієї чисельності населення перебувало на момент перепису населення за межею бідності, при цьому 39 % з них були молодші 18 років і 18,3 % — у віці 65 років та старше.